# Sancerrois
Le Sancerrois est une micro-région naturelle française située au nord-est du département du Cher et de la région Centre-Val de Loire. Ce territoire, placé en rive gauche de la Loire, correspond aux alentours de la commune de Sancerre et faisait partie de l'ancienne province du Berry. Il est souvent associé au Pays-Fort.
La région se caractérise principalement par ses collines qui marquent le paysage du nord du Berry. Elle est renommée pour son vignoble, et est la zone de production du crottin de Chavignol.

## Géographie

### Situation
Ses contours sont mal définis, ils placent communément le Sancerrois entre la Loire et la région naturelle de Pays-Fort qui constitue la transition à l'ouest vers la Sologne. Le Sancerrois s'organise autour de la ville de Sancerre. Il domine au sud la Champagne berrichonne.
Le Sancerrois est occupé dans sa partie centrale et occidentale par un relief collinéen argilo-calcaire et siliceux marqué, qui jure avec la morphologie plane des terroirs alentour. Cet ensemble culmine au signal d'Humbligny à 429 mètres sur la Motte du même nom. Plusieurs cours d'eau, comme la Sauldre et la Nère, y prennent leur source.

### Géologie
La géologie du Sancerrois s'inscrit dans le contexte géologique du Berry. Elle est caractérisée par une succession de reliefs structuraux établis d'ouest en est et génétiquement liés : la cuesta du Berry septentrional marquée par le Sancerrois qui domine la Champagne berrichonne de 100 à 200 m, et par la Motte d'Humbligny qui est une butte-témoin s'avançant en avant du front de cette cuesta portlandienne ; l'escarpement de ligne de faille inverse marqué par des reliefs résiduels inscrits dans des roches plus résistantes et qui constituent le horst dominant ; le fossé de la Loire.

## Patrimoine
- Le château de Boucard au Noyer.
- Le château de Sancerre à Sancerre.